# محسن قرائتي
محسن قرائتي (الفارسية: محسن قرائتی) هو رجل دين شيعي إيراني اثني عشري وُلد عام 1945 في مدينة كاشان، وكان والده علي نقي (قرائتي). عُين محسن قراءاتي المعروف باسم "آية الله قرائتي" أو "حجة الإسلام قراءاتي" ممثلًا للسيد روح الله الخميني (مؤسس الجمهورية الإسلامية الإيرانية وزعيمها السابق) في "منظمة حركة محو الأمية" في إيران عام 1981.
مُحسن قرائتي المعروف أيضًا باسم "الحاج آقا قرائتي" (بالفارسية: حاج آقا قرائتی)، عُين رئيسًا لـ"مقر إقامة الصلاة". ومن أشهر سمات هذا العالم الشيعي أنه يحاول أن يتبع النكات المعاصرة في محاضراته، مما يجعل خطاباته أكثر تشويقاً من وجهة نظر المستمعين.
واقترح أيضًا إنشاء "موقع للضحك الحلال" (لتمضية أوقات الفراغ بالضحك الحلال). وقد انتقد بشدة في خطبه أتباع الديانة البهائية.

## الكتب
- الألفة مع الصلاة
- 114 نقطة عن الصلاة
- تفسير الصلاة
- مبادئ العقيدة الإسلامية
- الوحدة
- عدالة
- نبوءة
- الإمامة
- القيامة
- غناهشناسي
- الحج
- الإنسان والعالم في القرآن الكريم
- الأمر بالمعروف والنهي عن المنكر
- دقائق مع القرآن (مأخوذة من تفسير النور)
- أسئلة وأجوبة قرآنية
- أسئلة مهمة، إجابات قصيرة باستخدام الأمثلة
- تفسير النور (عشرة مجلدات كاملة من تفسير القرآن الكريم)